# مرقد جعفر (أصفهان)
مرقد جعفر (بالفارسية: امامزاده جعفر) هو مرقد شيعي تاريخي يعود إلى القرن الثامن الهجري، ويقع في مقاطعة أصفهان.